# Deschutes megye
Deschutes megye ( [ dəˈʃuːts ] ) az Amerikai Egyesült Államokban, azon belül Oregon államban található. Megyeszékhelye és legnagyobb városa Bend. Lakosainak száma 198 253 fő (2020. április 1.).

## Szomszédos megyék
- Linn megye (északnyugat)
- Jefferson megye (észak)
- Crook megye (kelet)
- Harney megye (délkelet)
- Lake megye (dél)
- Klamath megye (dél)
- Lane megye (nyugat)

## Népesség
A megye népességének változása:
| Lakosok száma | 157 841 | 159 800 | 161 887 | 165 954 | 175 268 | 198 253 |
|               | 2010    | 2011    | 2012    | 2013    | 2015    | 2020    |